# タルペーイアの岩
タルペーイアの岩（rupes Tarpeia）は、古代ローマのフォルム・ロマヌムを見下ろす位置にあったカピトリヌスの丘の南端の急峻な崖である。共和政ローマ時代には処刑場として使われていた。殺人罪、外患罪、偽証罪、奴隷を盗んだ罪などに問われた者が有罪宣告されると、この崖から突き落とされた。精神や身体に深刻な障害を負った者も神に呪われているとみなされ、同じ運命をたどった。

## 歴史

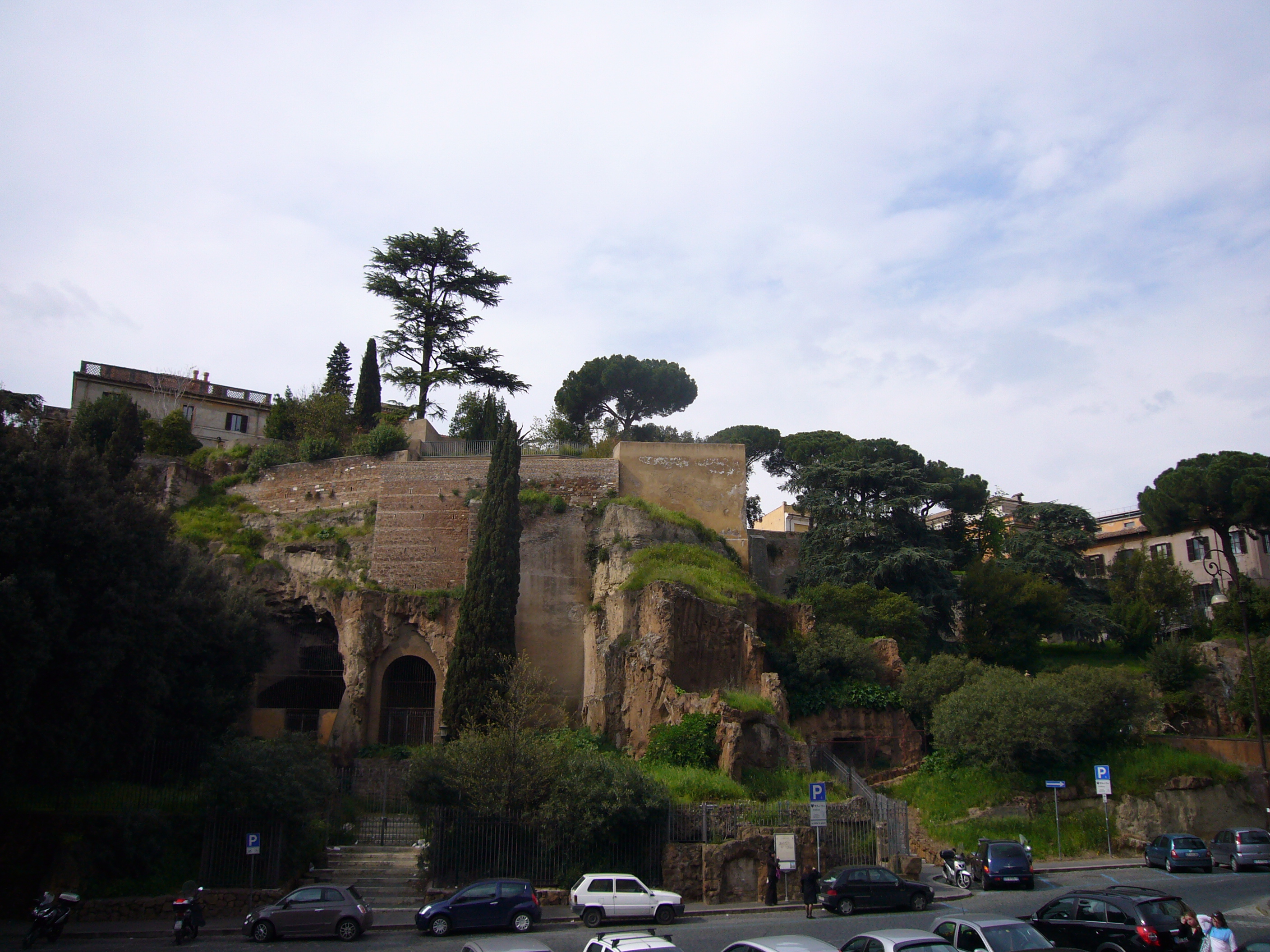
タルペーイアの岩付近の現在の様子

ローマの建国神話によると、サビニの女たちの略奪の後にティトゥス・タティウスがローマを攻撃した。カピトリヌスの丘の要塞を仕切っていたスプリウス・タルペーイウスの娘でウェスタの巫女だったタルペーイアがローマを裏切り、「サビニ人が腕につけているもの」をもらうことと引き換えにサビニ人のために門を開けた。彼女は金の腕輪が貰えると思っていたが、サビニ人は盾を投げつけて彼女を殺し、その遺体を崖から捨てた。このため、その崖を「タルペーイアの岩」と呼ぶようになった。
紀元前500年ごろ、第7代王タルクィニウス・スペルブスがその岩の上部を削って平らにし、サビニ人が建てた神殿も取り払って、丘の2つの頂上の間の intermontium と呼ばれる部分にユピテル・オプティムス・マキシムス、ユーノー、ミネルウァ神殿を建てた。岩そのものはその後も残り、ルキウス・コルネリウス・スッラの時代にも処刑場として使われていた。
タルペーイアの岩から突き落とされることは極めて不名誉なこととみなされ、ある意味で単なる死刑よりもひどい処刑方法だった。古代ローマでの標準的な死刑は、トゥッリアヌムでの窒息死だった。タルペーイアの岩は、有名な反逆者の処刑や超法規的かつ非公式な処刑の場所とされていた。例えば、ガイウス・マルキウス・コリオラヌスは護民官に扇動された民衆によってあやうくタルペーイアの岩で処刑されそうになった。

## ここで処刑された有名人

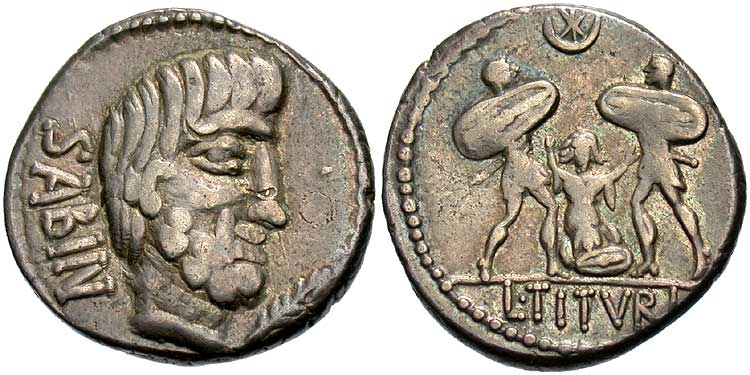
「タルペーイアの拷問」を描いたデナリウス貨。紀元前89年

- マルクス・マンリウス・カピトリヌス - 紀元前384年、反乱を扇動した罪[4]
- ターラントの反乱軍 - 紀元前212年
- Lucius Cornelius Chrysogonus - 紀元前80年
- Sextus Marius - 紀元33年
- シモン・バル・ギオラ - 紀元70年